# 金台观
金台观修建于元末明初，因家喻户晓的武当派开山祖师张三丰修道于此而名闻天下。金台观作为宝鸡市的标志性建筑之一，是历史遗存最为完整的道教古建筑群。
金台观位于宝鸡市区北部的陵源上，南距火车站0.5公里。金台观建筑总体布局依山就势，主要建筑沿中轴线排列，左右对称，现有玉皇阁、三清殿、八角亭、三丰洞等。玉皇阁为二层楼阁，单檐歇山顶，面阔三间，进深五架梁，四周围廊，底层外檐斗拱*为三踩出单昂，二层外檐施三彩如意斗拱，出昂瘦削尖曲。整体结构采用通柱做法，二层施腰檐平座。

## 宝鸡市博物馆
建国后人民政府曾多次拨款维修金台观古建筑，后又将此建为宝鸡市博物馆。宝鸡市博物馆于1956年组建，当时称历史文物陈列室，1958年正式更名为宝鸡市博物馆。1976年被国家文物局列为全国地市级重点博物馆之一。现建筑面积2550余平方米，陈列面积为1550平方米，古建面积910平方米。并建有图书资料室，藏书10000余册。 宝鸡市博物馆属于地方性历史博物馆。历年来共收藏文物14100件（组），以周、秦、汉、唐文物居多，这些都为研究古代的政治、经济、军事和文化艺术提供了实物资料。